# Go Nakamura
Go Nakamura (født 29. november 1986) er en tidligere japansk fodboldspiller.
Han har spillet for flere forskellige klubber i sin karriere, herunder Júbilo Iwata og Ehime FC.